# Pachystachys coccinea
Pachystachys coccinea är en akantusväxtart som först beskrevs av Jean Baptiste Christophe Fusée Aublet, och fick sitt nu gällande namn av Christian Gottfried Daniel Nees von Esenbeck. Pachystachys coccinea ingår i släktet Pachystachys och familjen akantusväxter. Inga underarter finns listade i Catalogue of Life.

## Bildgalleri

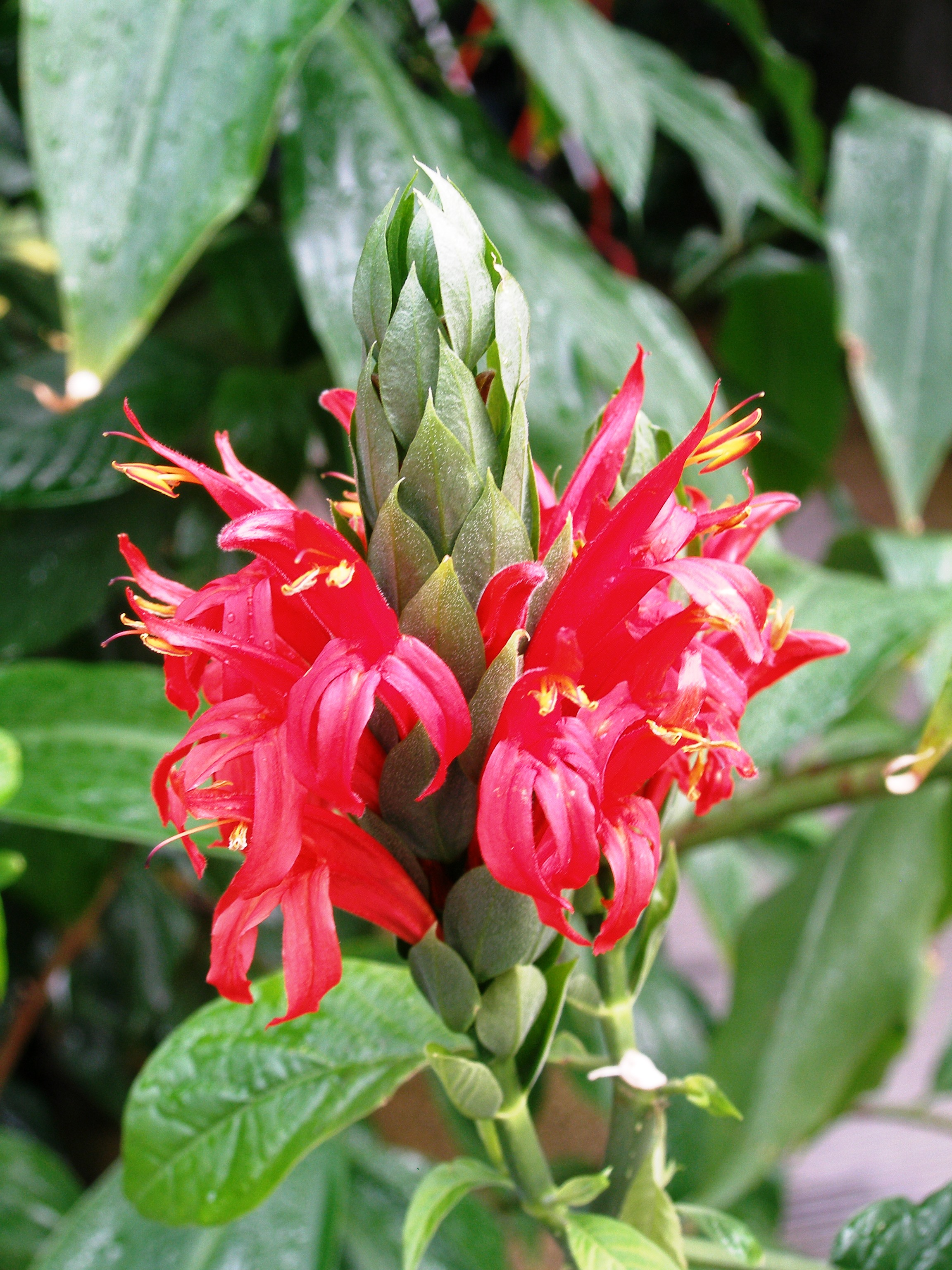
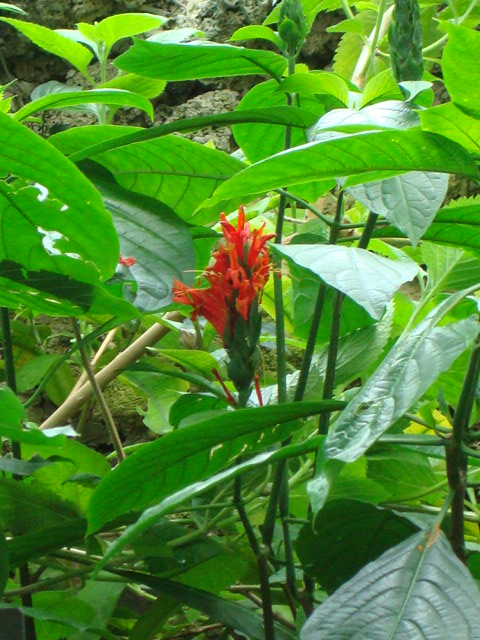